# 沙悟浄

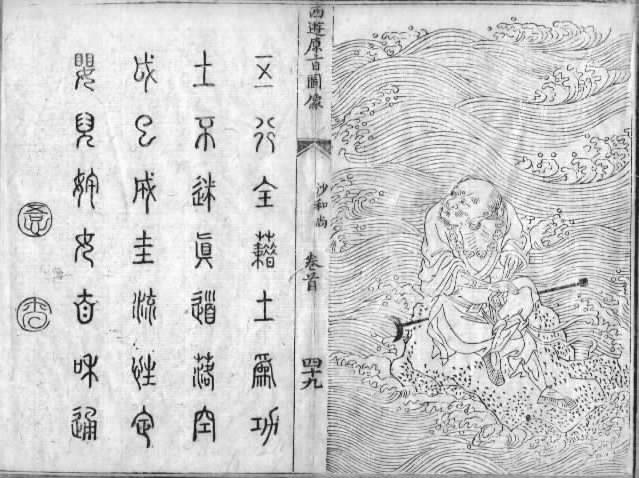
西遊原旨の挿絵より。原作のイメージは河童ではない､僧形の人物

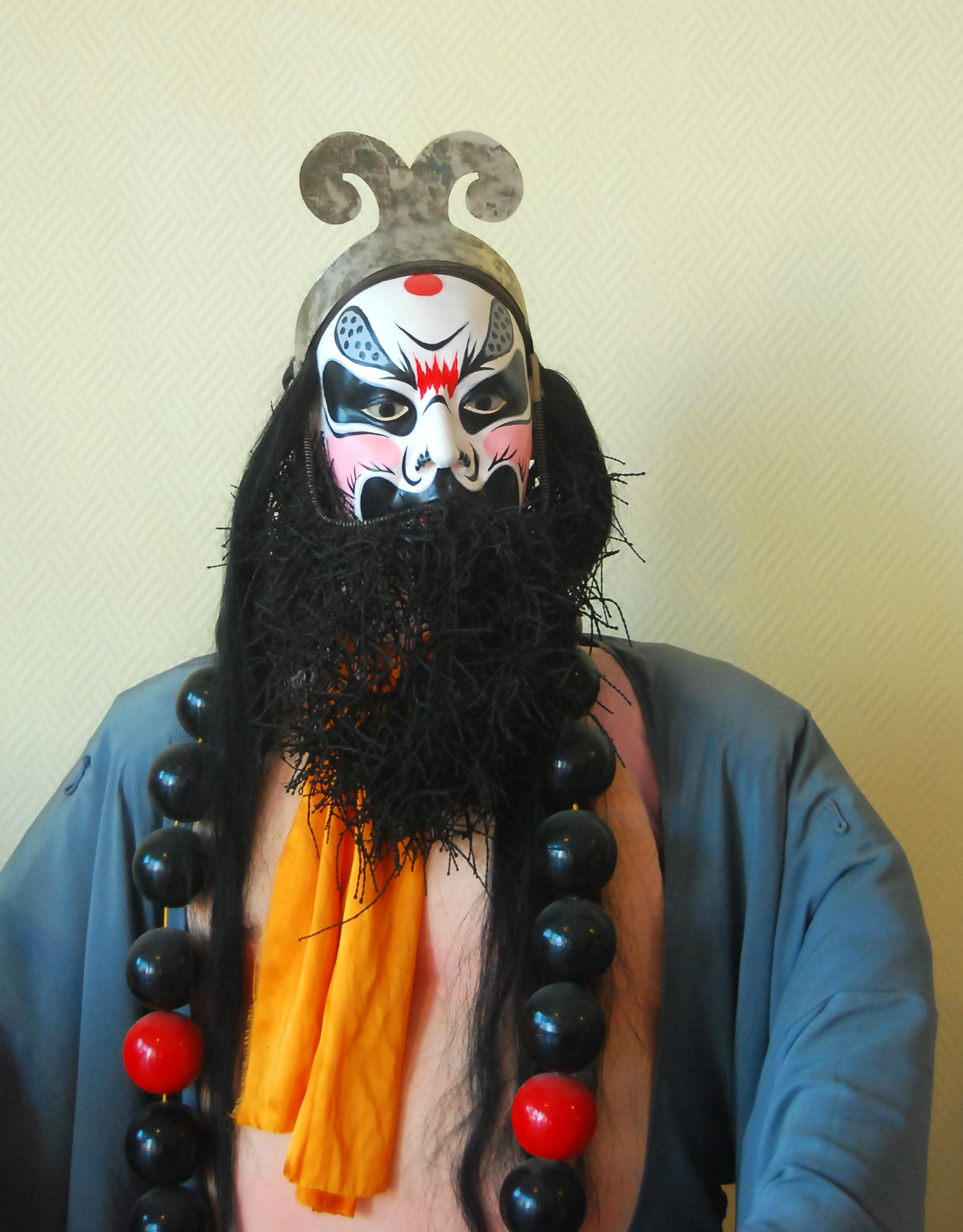
京劇の沙悟浄

沙 悟浄（さ ごじょう、繁体字: 沙悟淨; 簡体字: 沙悟净; 拼音: Shā Wùjìng; ウェード式: Sha Wu Ching; 粤拼: saa¹ ng6 zeng6、タイ語: ซัวเจ๋ง）は、小説『西遊記』に主要登場する神仙。

## 概要
元々は天界の役人で捲簾大将（）。天帝の御側役の一人で、霊霄殿（）で謁見を求める者が罷り出た時に、天帝の前の御簾の側にいて、天帝と謁見を受ける者の間に入り、天帝を守護する役目。近衛兵の大将であり、「霊山の大将」と称される。“捲簾”の職名からしばしば誤解されるが、御簾の揚げ降ろしをする担当ではなく、高官であり、西遊記における沙悟浄は地位の象徴であると理解される。雑劇でも水官大帝が四海竜王達へ差し向けた上使の役回りである。
蟠桃会のおりに、天帝の宝である玻璃の器を手を滑らせて割ってしまった罪で天界を追われた。鞭打ち800回の刑を受けて下界に落とされ、さらに7日に1度は鋭い剣を飛ばして脇腹を貫くという罰を受け続け、飢えと寒さから三千里もあるという弱水の流沙河で人を喰らう妖仙となった。
ある日、天竺に経典を取りに行く取経者を探していた観音菩薩と出会って突然襲いかかるが、お供の恵岸行者に阻止されて戦う。ひとかどではないと悟って相手の名を聞いてみると菩薩の一行であったので、平伏して慈悲を乞い、これまでに9名の取経者を殺したことを告白する。菩薩は次に来る取経者の弟子となるように諭し、沙悟浄という法名と戒律を与え、さらに殺した取経者の髑髏は持っておくように命じた。なお、悟浄という名は「実名敬避俗」に準じ師や兄など目上の者からの呼びかけのみに使用される。普通は通称の「沙和尚（）」と僧侶名で呼ばれる（孫悟空の「孫行者」、猪悟能の「猪八戒」と同じ）。
その後、観音菩薩の約束どおり玄奘三蔵の一行が流沙河を通りかかるが、また相手が誰か確かめることなく、旋風のように襲いかかる。三蔵を掠おうとした試みは、水戦が得意な猪八戒に阻止されたが、三度戦ってもなかなか打ち破れないので、孫悟空が觔斗雲（）でわざわざ観音菩薩を呼びに行った。菩薩は恵岸を派遣して、悟浄を降参させ、ひょうたんを渡して、9つの髑髏とあわせて法船（筏）とし、三蔵一行を流沙河の向こう岸へと渡した。法船は渡りきった後に、またひょうたんと髑髏に戻り、ひょうたんは恵岸が持ち帰るが、9つの髑髏は九筋の陰風（）となって音もなく消え去った。
以後、三蔵に弟子入りし、剃髪して僧形となると、孫悟空、猪八戒らと共に天竺まで経典を求めて旅をすることになった。このように原作では、弟子の中では唯一、僧形をしているが人間とは異なる濃色の容姿から「竈君」（竈の神様）としばしば間違われる様が見られる。
その後天竺にたどりついた沙悟浄は西天如来(釈迦如来)から金身羅漢(金身阿羅漢菩薩)になることを約束された。

## 名前の遍歴
- 捲簾大将（天帝の任命）
- 河伯（流沙河の水怪）
- 沙悟浄（観音菩薩の命名）
- 金身羅漢（釈迦如来の命名）
- 沙和尚（三蔵法師が付けた呼び名）
- 沙僧（「沙和尚」の別の呼び方）

## 原作における容姿と特徴
- 紅い炎のような色の毛で、ふわふわの髪（ただし三蔵に弟子入りするときに髪を剃った）
- 光る円い目玉
- 黒いとも青いとも言えないような、藍色の顔
- 雷や太鼓の音のような恐ろしい声
- 美しい黄錦の直裰（）、腰は白藤を束ねたもので隠す
- 9個の髑髏の首飾り、手に宝杖
- 孫悟空とは直接対決はしておらず、猪八戒とは三回も互角の戦いをした
- 雲に乗って飛ぶことが出来る[6]
- 本編では、妖仙が現れると悟空から三蔵の警護を命じられる役回りで、大きな活躍はない。自由奔放で、コミカルな掛け合いのある2人の兄弟子と比べると、やや生真面目で実直な性質であるように描写されている。

元代の朝鮮の資料『朴通事諺解（）』には悟空と八戒のみが紹介されているが、これは沙悟浄が登場する流沙河の段が現存していないためで、西遊記物語への登場は悟空や八戒よりも早い。『大唐三蔵取経詩話』（北宋末から南宋に成立したと推定される通俗小説話本）に登場する、玄奘三蔵が流沙河という砂漠で幻想に見、励まされた深沙神がモデルと推測される。ほかに、ヨウスコウカワイルカをモデルに考え出されたという説もある。岩波文庫の『西遊記』の翻訳元である蘇州刊本『李卓吾先生批評西遊記』の翻訳を引き継いだ中野美代子は、後に自著内でヨウスコウカワイルカ説をヨウスコウアリゲーター説に移行した。

## 日本の沙悟浄
日本では河童とされることがあるが、それは水の妖怪というイメージからで、最初に流沙河の水中から現れたとする間違った解釈に由来する、日本の児童向け作品固有の意訳である。
以下の物を持っている。
- 半月刃の付いた杖「降妖宝杖」（こんようほうじょう） - 「降魔の宝杖」とも呼ばれる。材質は月宮殿に生えている月桂で、芯には金の筋が1本通されて絶対に折れたりせず切断も出来ない。如意宝珠が多数付いている。重さは経蔵1軒分の経典と同じ、5040斤（およそ3トン）。日本のドラマで1978年の西遊記の影響からそれ以降の作品ではしばしば一方の側に月牙（三日月刃）、もう片側に鏟（平らな幅広いスコップのような刃）が付いた月牙鏟を使用するが、本来の鏟は農具の踏み鋤の一種で西洋農具のスコップと相同であり、少林寺系の僧侶の埋葬道具兼武器として発達したものである。2006年の西遊記では釵を使用している。
- 髏の首飾り - 一説には玄奘三蔵の前世の9人の首とされる。三蔵一行が流沙河を渡る際に首から外され、恵岸行者の持参した瓢箪と組み合わせて筏にされた。

原作での個性の薄さ故、日本の『西遊記』の翻案では、思い切った演出がなされる事がある。
1. 妖怪でありながら妖怪を憎み、常に「自分とは何か」を自問している存在
2. 一攫千金を目論むマイペースな存在
3. 冷静沈着なクールな存在

などである。

### 代表例
手塚治虫
翻案作品『ぼくのそんごくう』では、髑髏を下げている描写が省略された以外は比較的原作に近いが、この作品をもとにつくられた『悟空の大冒険』では、持ち物がスコップに変えられ（なんらかの風刺と思われるが）宝物にしか興味のない変人となっている。ただし、このアニメ版の制作には手塚はほとんどタッチしておらず、大胆な改変は監督の杉井ギサブローらアニメ版スタッフによるものである。
中島敦
沙悟浄を主役とした小説『悟浄出世』、『悟浄歎異』では、虚無的な性格となっている。
ドラマなど実写作品
以下の俳優が沙悟浄を演じている。沙悟浄役としてもっとも知名度の高い岸部シローが、長身であった影響で、背が高いか、細身の俳優が演じることが多い。
- 金井俊夫
- 岸部シロー
- 嶋田久作
- 柄本明
- 内村光良
- 仲本工事（人形劇）